# Cherryvale (Kansas)
Cherryvale è un comune degli Stati Uniti d'America, situato nello Stato del Kansas, nella contea di Montgomery.
Qui nacque l'attrice e ballerina Louise Brooks.